# Malagana (Guanajuato)
Malagana es una localidad del estado mexicano de Guanajuato. Es parte del municipio de León.

## Demografía
| Gráfica de evolución demográfica |
|                                  |

| Censo | Población |
| ----- | --------- |
| 1910  | 71        |
| 1921  | 71        |
| 1930  | 10        |
| 1940  | 10        |
| 1950  | 187       |
| 1960  | 318       |
| 1970  | 359       |
| 1980  | 461       |
| 1990  | 765       |
| 2000  | 867       |
| 2010  | 1 076     |
| 2020  | 1 290     |